# Claire Leroy
Claire Leroy (Nantes, 9 de marzo de 1980) es una deportista francesa que compitió en vela en la clase Elliott 6m.
Ganó seis medallas en el Campeonato Mundial de Match Race Femenino entre los años 2004 y 2019. Participó en los Juegos Olímpicos de Londres 2012, ocupando el sexto lugar en la clase Elliott 6m.

## Palmarés internacional
| \| Campeonato Mundial \| Campeonato Mundial \| Campeonato Mundial \| Campeonato Mundial \| \| Año \| Lugar \| Medalla \| Clase \| \| ------------------ \| -------------------------- \| ------------------ \| ------------------ \| \| 2004 \| Annapolis (Estados Unidos) \| Medalla de bronce \| Match race \| \| 2005 \| Hamilton (Bermudas) \| Medalla de bronce \| Match race \| \| 2007 \| Saint-Quay (Francia) \| Medalla de oro \| Match race \| \| 2008 \| Auckland (Nueva Zelanda) \| Medalla de oro \| Match race \| \| 2011 \| Perth (Australia) \| Medalla de bronce \| Match race \| \| 2019 \| Lysekil (Suecia) \| Medalla de plata \| Match race \| |                            |                   |            |
| Campeonato Mundial |                            |                   |            |
| Año | Lugar                      | Medalla           | Clase      |
| 2004 | Annapolis (Estados Unidos) | Medalla de bronce | Match race |
| 2005 | Hamilton (Bermudas)        | Medalla de bronce | Match race |
| 2007 | Saint-Quay (Francia)       | Medalla de oro    | Match race |
| 2008 | Auckland (Nueva Zelanda)   | Medalla de oro    | Match race |
| 2011 | Perth (Australia)          | Medalla de bronce | Match race |
| 2019 | Lysekil (Suecia)           | Medalla de plata  | Match race |